# Stefan Ekberg
Stefan Ekberg, właśc. Benny Stefan Ekberg (ur. 21 stycznia 1972 w Motali) – szwedzki żużlowiec, syn Benny'ego Ekberga – również żużlowca.
Brązowy medalista młodzieżowych indywidualnych mistrzostw Szwecji (Nyköping 1993). Złoty medalista drużynowych mistrzostw Szwecji (2006, w barwach klubu VMS Elit Vetlanda). Wielokrotny finalista indywidualnych mistrzostw Szwecji (najlepszy wynik: Norrköping 1999 – VIII miejsce). 
Reprezentant Szwecji na arenie międzynarodowej. Finalista indywidualnych mistrzostw świata juniorów (Pardubice 1993 – XVI miejsce). Wielokrotny uczestnik eliminacji indywidualnych mistrzostw świata (najlepsze wyniki: Västervik 1993 i Nyköping 1994 – dwukrotnie XII miejsca w półfinałach szwedzkich).
W lidze brytyjskiej reprezentował barwy klubów: Oxford Cheetahs (1994), Coventry Bees (1994), Eastbourne Eagles (1995), Glasgow Tigers (2005), Rye House Rockets (2007–2008, 2010), natomiast w polskiej – Speedway Miszkolc (200–2007).